# Mank (gemeente)
Mank is een gemeente in de Oostenrijkse deelstaat Neder-Oostenrijk, gelegen in het district Melk (ME). De gemeente heeft ongeveer 2900 inwoners.

## Geografie
Mank heeft een oppervlakte van 33,4 km². Het ligt in het centrum van het land, ten westen van de hoofdstad Wenen.

## Aangrenzende gemeenten
| Aangrenzende gemeenten  | Aangrenzende gemeenten | Aangrenzende gemeenten | Aangrenzende gemeenten | Aangrenzende gemeenten |
| ----------------------- | ---------------------- | ---------------------- | ---------------------- | ---------------------- |
|                         |                        |                        |                        | Hürm                   |
|                         |                        |                        |                        |                        |
| Sankt Leonhard am Forst | Kilb                   |                        |                        |                        |
|                         |                        |                        |                        |                        |
|                         |                        | Kirnberg an der Mank   |                        |                        |

Artstetten-Pöbring · Bergland · Bischofstetten · Blindenmarkt · Dorfstetten · Dunkelsteinerwald · Emmersdorf an der Donau · Erlauf · Golling an der Erlauf · Hofamt Priel · Hürm · Kilb · Kirnberg an der Mank · Klein-Pöchlarn · Krummnußbaum · Leiben · Loosdorf · Mank · Marbach an der Donau · Maria Taferl · Melk · Münichreith-Laimbach · Neumarkt an der Ybbs · Nöchling · Persenbeug-Gottsdorf · Petzenkirchen · Pöchlarn · Pöggstall · Raxendorf · Ruprechtshofen · Schollach · Sankt Leonhard am Forst · Sankt Martin-Karlsbach · Sankt Oswald · Schönbühel-Aggsbach · Texingtal · Weiten · Ybbs an der Donau · Yspertal · Zelking-Matzleinsdorf
- Gemeinsame Normdatei: 4463964-8
- Nationale Bibliotheek van Israël: 987012858555505171
- Virtual International Authority File: 293144782727523761198